# تد کوپل
تد کوپل (انگلیسی: Ted Koppel؛ زادهٔ ۸ فوریهٔ ۱۹۴۰) یک روزنامه‌نگار، و گوینده اخبار اهل ایالات متحده آمریکا است. وی از سال ۱۹۶۳ میلادی تاکنون مشغول فعالیت بوده‌است.
وی تنها خبرنگار خارجی است که با سید علی خامنه‌ای، رهبر جمهوری اسلامی ایران (در نیویورک در مهر سال ۱۳۶۶ همزمان با چهل و دومین مجمع عمومی سازمان ملل متحد) گفت و گو کرده‌است.